# Comuna Stavkî, Bârzula
Stavkî (în ucraineană Ставки) este o comună în raionul Bârzula, regiunea Odesa, Ucraina, formată din satele Stavkî (reședința), Grecu, Hrekove Druhe, Iefrosînivka, Kîrîlivka, Novîi Mîr, Pavlivka și Vîșneve.

## Demografie
Componența lingvistică a comunei Stavkî
     Ucraineană (74,06%)
     Română (17,55%)
     Rusă (7,97%)
     Alte limbi (0,33%)
Conform recensământului din 2001, majoritatea populației comunei Ceapaievka era vorbitoare de ucraineană (74,06%), existând în minoritate și vorbitori de română (17,55%) și rusă (7,97%).